# Åke Nilsson (skidåkare)
Åke Nilsson, född 10 september 1927 i Storlien, död 5 september 1991 i Östersund, var en framgångsrik svenskarna inom alpin skidsport under 1950-talet. Han vann fyra individuella svenska mästerskapstitlar under perioden 1948-1958, och tävlade för IFK Östersund och Östersund-Frösö SLK. Han deltog i de olympiska vinterspelen 1948 (19:e kombination, 38:a störtlopp, utg. slalom) 1952 (18:e slalom, 21:a storslalom, 27:a störtlopp) och 1956 (14:e slalom, 20:e storslalom).
Åke Nilsson tävlade även internationellt utanför OS och VM med bland annat seger i Holmenkollen 1948.
Åke är yngre bror till utförsåkaren May Nilsson.